# Phyllolaimus tridentatus
Phyllolaimus tridentatus is een rondwormensoort uit de familie van de Cyatholaimidae. De wetenschappelijke naam van de soort is voor het eerst geldig gepubliceerd in 1963 door Murphy.